# 瓊州海峡

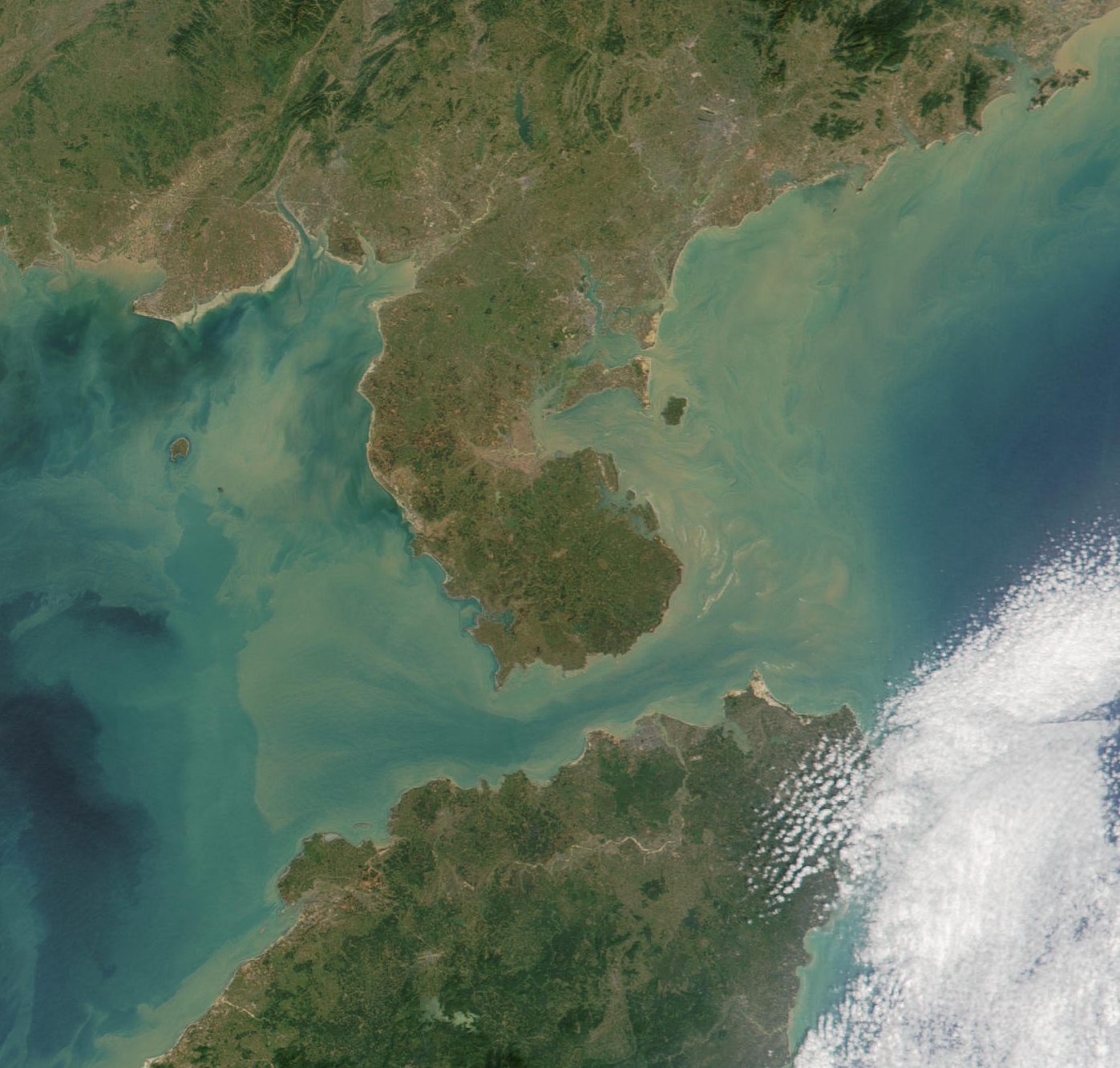
瓊州海峡
北：雷州半島、南：海南島
西：トンキン湾、東：南シナ海

瓊州海峡（けいしゅうかいきょう、チュンチョウ海峡、琼州海峡、拼音: Qióngzhōu hǎixiá）は、中華人民共和国華南地区、広東省と海南島（海南省）との間にある海峡である。海南海峡とも呼ぶ。
海峡の西はトンキン湾（北部湾）、東は南シナ海（南海）である。幅はおよそ30 km。海南省の省都海口市がこの海峡に臨む。
1988年3月21日、北京体育大学教授・張健（中国語版）が海峡を9時間12分かけて泳いで渡ることに成功した。

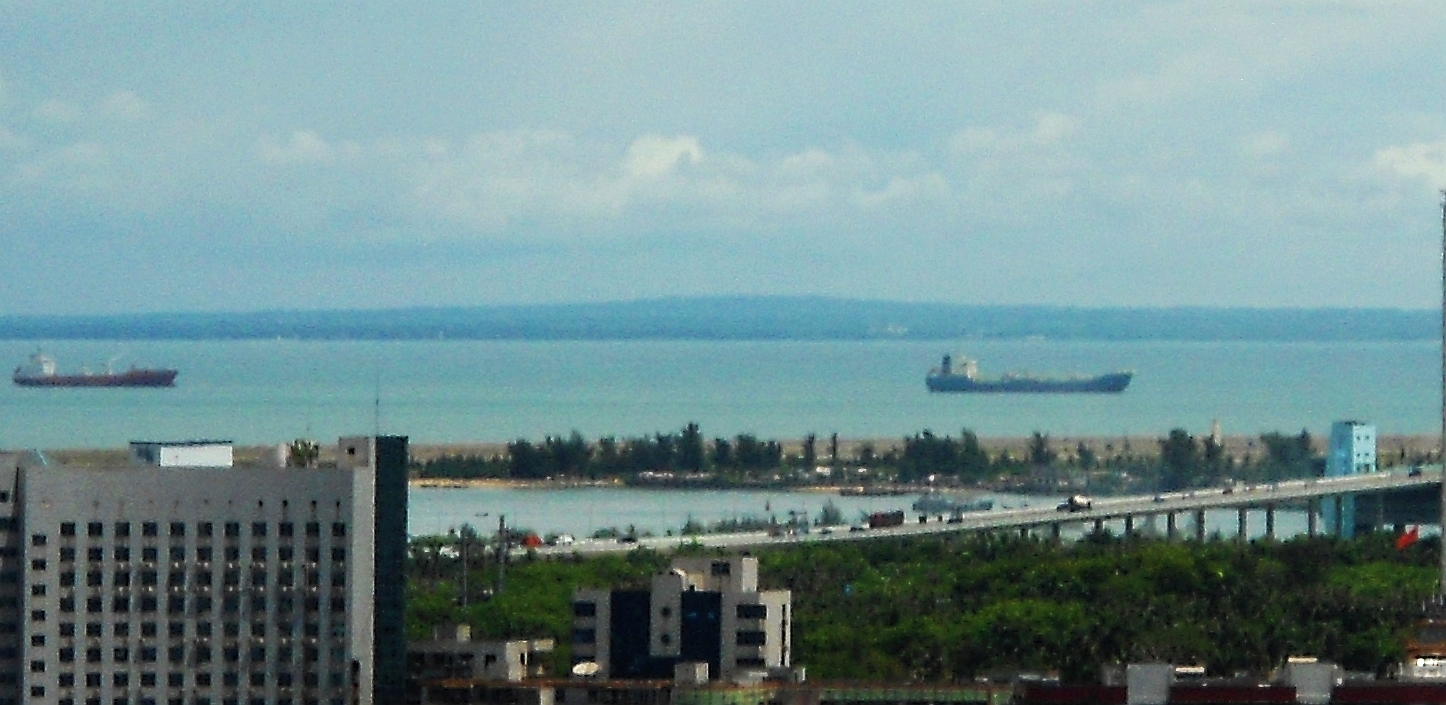
海南島の海口市から瓊州海峡越しに雷州半島を望む